# Hebridean Way

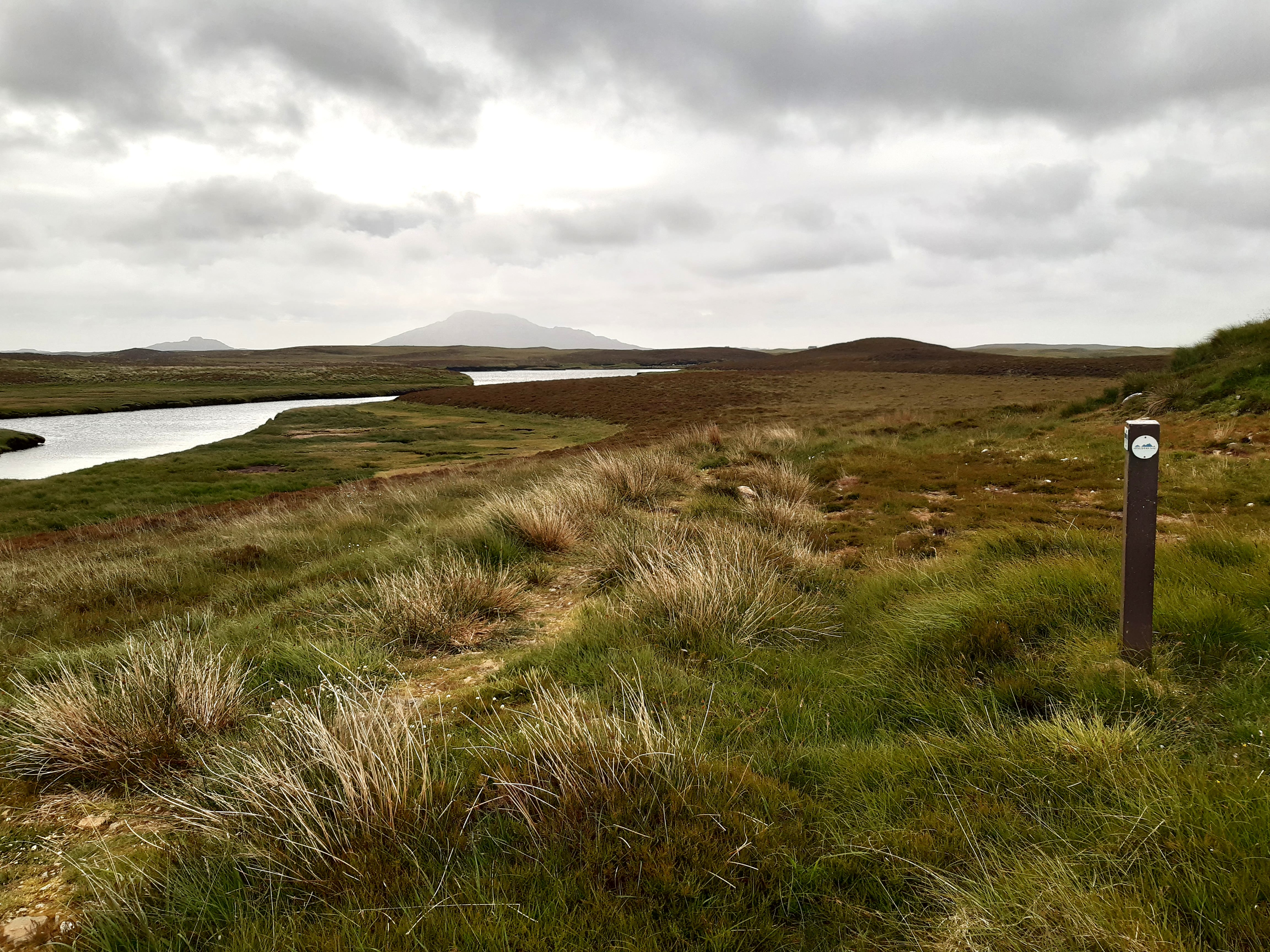

De Hebridean Way of Slighe Innse Gall (Schots-Gaelisch) is een bewegwijzerd langeafstandswandelpad van 251 kilometer en langeafstandsfietsroute (route 780 van het National Cycle Network) van 296 kilometer op de Hebriden in Schotland. De route loopt van Vatersay naar Lewis.